# スパークス 奇跡の瞬間
『スパークス 奇跡の瞬間』（原題：SparkShorts）は、ピクサー・アニメーション・スタジオが製作した短編作品のシリーズである。

## 概要
ピクサーが抱えるアーティストやディレクターの養成を目的とした新たなプログラム。2018年8月にシーグラフでこのシリーズ最初の3作品『心をつむいで』『ハイタッチ』『猫とピットブル』が発表され、その後2019年1月にエル・キャピタン・シアターにて公開された。さらに同年2月にYouTubeで一般公開された。
これらの3作品に加えて他の作品は「Disney＋」で公開されている。

## 作品
| 作品名                                 | 公開年 | 監督                     | 公開    | アカデミー短編アニメ賞 | 備考     |
| -------------------------------------- | ------ | ------------------------ | ------- | ---------------------- | -------- |
| 心をつむいで（Purl）                   | 2019   | クリステン・レスター     | YouTube |                        |          |
| ハイタッチ（Smash and Grab）           | 2019   | ブライアン・ラーセン     | YouTube |                        |          |
| 猫とピットブル（Kitbull）              | 2019   | ロザーナ・サリヴァン     | YouTube | ノミネート             | [ 注 2 ] |
| 宙を舞う（Float）                      | 2019   | ボビー・ルビオ           | Disney+ |                        |          |
| 風に乗る（Wind）                       | 2019   | エドウィン・チャン       | Disney+ |                        |          |
| ループ（Loop）                         | 2020   | エリカ・ミルソム         | Disney+ |                        |          |
| 殻を破る（Out）                        | 2020   | スティーヴン・ハンター   | Disney+ |                        |          |
| 夢追いウサギ（Burrow）                 | 2020   | マデリン・シャラフィアン | Disney+ | ノミネート             | [ 注 3 ] |
| 誕生日シンドローム（Twenty Something） | 2021   |                          | Disney+ |                        |          |
| おばあちゃんの特別な日（Nona）         | 2021   |                          | Disney+ |                        |          |
| マイセルフ（Self）                     | 2024   |                          | Disney+ |                        | [ 5 ]    |